# Thomas Heywood
Thomas Heywood (principios de los años 1570 - 16 de agosto de 1641) fue un destacado dramaturgo y actor inglés del teatro isabelino, cuyo momento cumbre tuvo lugar entre el final del teatro isabelino y comienzos del jacobino.
Los datos de su vida no son seguros. Parece que nació en Lincolnshire y que su padre era un párroco rural, estando relacionado con el dramaturgo de cincuenta años antes John Heywood, cuyo año de fallecimiento no se sabe pero que parece que ocurrió entre 1575 y 1589. 
Se dice que fue educado en la Universidad de Cambridge. Aparece mencionado por primera vez en el diario de Philip Henslowe como autor de una obra para los hombres del lord almirante en octubre de 1596. En 1598 trabajaba como actor para esa compañía, más tarde estuvo en otras: Lord Southampton's, Lord Strange's Men y Worcester's Men (que más tarde fueron conocidos como los hombres de la reina Ana). Heywood fue extremadamente prolífico; en su prefacio a The English Traveller (1633) dice que escribió por completo o intervino de manera decisiva en al menos doscientas veinte obras; de las obras que han llegado a nuestros días, se considera que son total o parcialmente suyas veintitrés obras y ocho masques o mascaradas. 

Parece que entre 1619 y 1624 no tuvo actividad en el teatro, pero desde 1624 hasta su muerte diecisiete años más tarde, su nombre aparece con frecuencia en documentos contemporáneos. 

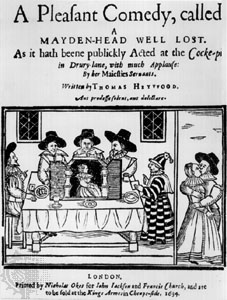
Página de título de Thomas Heywood "A Pleasant Comedy", Ilustración de 1634.

Heywood escribía para la escena y protestaba por la impresión de sus obras, diciendo que no había tenido tiempo de revisarlas. Sus obras más conocidas son tragedias y comedias domésticas, que tienen lugar entre personajes de clase media. Se considera que su obra maestra es A Woman Killed with Kindness (La mujer dulcemente asesinada) (representada en 1603; impresa en 1607), una tragedia doméstica sobre una esposa adúltera, y la farsa The English Traveller (El viajero inglés) (representada aproximadamente en 1627; impresa el 15 de julio de 1633).
Thomas Heywood también escribió obras en prosa, sobre todo panfletos sobre temas contemporáneos, siendo el más conocido An Apology for Actors (Una apología de los actores), una respuesta razonada y moderada a los ataques puritanos al teatro, que informa bastante sobre los actores y sus condiciones de trabajo en la época.